# Alicia Tomás Jiménez
Alicia Tomás Jiménez (Barcelona, 17 d'octubre de 1940 – Barcelona, 31 de gener de 2021) va ser una actriu, cantant, vedet i torera catalana.
Va cursar estudis de música, dansa i ballet clàssic. La seva carrera va començar abans dels 18 anys als teatres del Paral·lel, on va convertir-se en una de les vedets més populars de sales com El Molino o el Teatre Arnau. Sense mai abandonar els escenaris, va actuar també en una vintena de pel·lícules, entre ells Bahía de Palma (1962), Carta a una mujer (1963), Objetivo Bi-ki-ni (1968), El señorito y las seductoras (1969) o La casa de las muertas vivientes (1972). A mitjans dels 60 també va gravar un disc en català per a la discogràfica Edigsa.
Aficionada a les curses de braus pel seu pare, va tenir una fugaç carrera –de dos anys de durada– com a torera a finals del franquisme, quan el règim va permetre les dones dedicar-s'hi. Va debutar a la localitat de Torreperogil, el 9 de setembre de 1974, un mes abans de rebre la seva primera cornada a Guadalajara. Va arribar a formar una agrupació femenina amb Rosarito de Colombia, La Algabeña, Mari Fortes, entre d'altres. Quan va sortir una foto d'ella nua a la revista Interviú va decidir abandonar el toreig i va tornar al món de l'espectacle, tant a teatre, cinema i televisió. Durant aquest període va participar en les sèries de televisió Doctor Caparrós o Tot un senyor. Els seus darrers treballs van ser de doblatge.
Casada des de 2010 amb la seva parella, Pilar Martín, va morir el 31 de gener de 2021 a causa d'una llarga malaltia coronària.